# Bronconeumonía

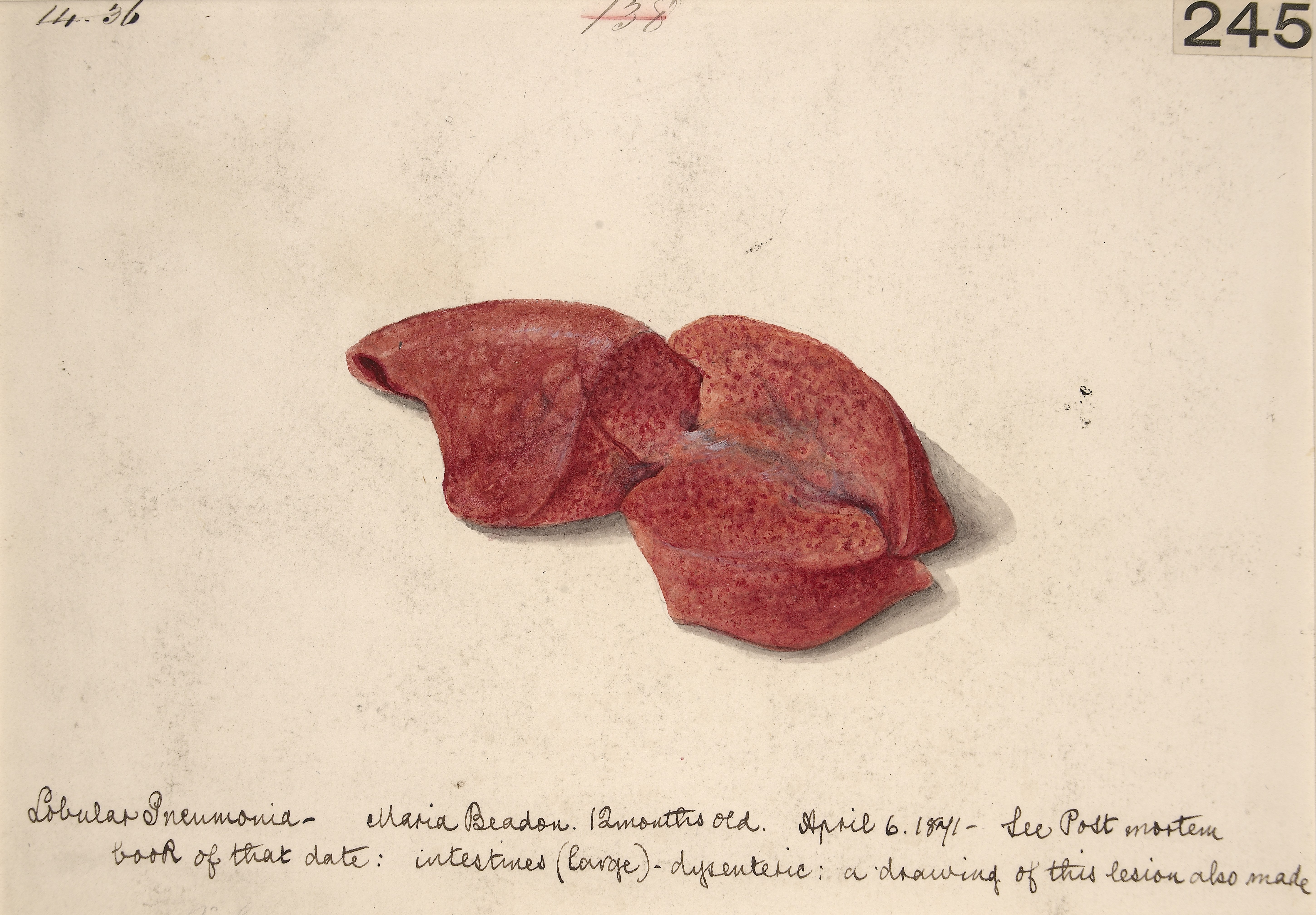
Neumonía lobulillar

La bronconeumonía es un proceso inflamatorio, casi siempre infeccioso, que afecta al aparato respiratorio, en concreto a la zona más distal de las vías aéreas (los bronquios), y a los pulmones.

## Cuadro clínico
La característica dominante de la bronconeumonía es la consolidación parcheada del pulmón. Es una enfermedad extremadamente frecuente, que tiende a ocurrir en los dos extremos de la vida. En el lactante existe poca experiencia previa con los microorganismos patógenos, lo que los hace más susceptible, incluso a gérmenes de baja virulencia. En el anciano, especialmente si ya tiene una enfermedad seria y ocurre con frecuencia como coomorbilidad de procesos patológicos que cursan con inmunosupresion. 
La bronconeumonía es una lesión secundaria que aparece generalmente como complicación de una enfermedad. A diferencia de la neumonía, no posee fases evolutivas y el exudado no contiene fibrina o tiene muy poca. Exudado fibrinoso se encuentra en la bronconeumonía neumocócica, alrededor de focos supurados y en focos tuberculosos antes de la calcificación. Las lesiones bronconeumónicas consisten en focos de condensación pequeños, a veces, confluentes, en la superficie de corte solevantados, gris rojizos, secos, finamente granulosos. Frecuentemente, sin embargo, son poco notorios macroscópicamente y se manifiestan como zonas ligeramente solevantadas, hiperémicas, que se descubren mejor por palpación que por inspección. Estos focos pueden pasar inadvertidos microscópicamente, no así en el examen del pulmón fijado previamente.
Los focos bronconeumónicos se encuentran frecuentemente en las regiones dorso-basales y laterales de los lóbulos inferiores. En el centro del pulmón los focos son mayores que en la periferia, donde tienden a ser más densos. A menudo alcanzan la pleura, donde se desarrolla entonces una pleuritis fibrinosa o purulenta.

## Diagnóstico diferencial

### Bronconeumonía
- Son zonas consolidadas de inflamación supurada agudas.
- Focos Dispersos: en un lóbulo y más frecuente en varios lóbulos y bilaterales.
- Más frecuente en bases pulmonares.
- Afecta a cualquier edad.
- En la radiografía de tórax se observa una imagen dispersa multiforme.

### Neumonía Lobular
- Consolidación fibrino purulenta y dolorosa.
- Afecta a un lóbulo pulmonar.
- 4 etapas inflamatorias: 1) Congestión 2) Hepatización roja 3) Hepatización Gris y 4) Resolución.
- Puede producir derrames pleurales.
- En la radiografía de tórax se observa una imagen radio opaca en un lóbulo completo, con más afinidad en el pulmón derecho.

## Etiología
Los agentes más frecuentes son:
- Estafilococo
- Estreptococos
- Neumococo
- Haemophilus influenzae
- Pseudomonas aeruginosa
- Bacterias coliformes
- L. monocystogenes

## Hallazgos morfofisiopatológicos
Los focos de bronconeumonía consisten en áreas consolidadas de inflamación aguda supurativa. La consolidación puede ser parcheada, en un lóbulo, pero es más frecuentemente multilobular y a menudo es bilateral y basal, debido a que las secreciones tienden a gravitar a los lóbulos inferiores. Las lesiones bien desarrolladas miden 3-4 cm de diámetro, son ligeramente elevadas, secas granujientas, de color gris rojizo a amarillento y con bordes mal delimitados. La confluencia de las lesiones reproduce en los casos más floridos, dando lugar a un patrón de consolidación lobular completa.
Histológicamente, la reacción consiste en exudado supurado que llena los bronquios y bronquiolos así como los espacios alveolares adyacentes. Los neutrófilos son las células que predominan en dicho exudado. Los microorganismos extremadamente agresivos pueden dar lugar a necrosis en las zonas centrales de las lesiones, produciendo abscesos. La organización de los exudados puede conducir a la formación de masas de tejido fibroso, permanentes. En los casos de buena evolución el exudado se resuelve, recuperándose la normalidad previa del pulmón.
Especialmente en los lactantes, la bronconeumonía bacteriana puede ser intersticial en los septos alveolares, produciendo una reacción inflamatoria que queda confinada a las paredes alveolares, con escaso exudado en los espacios aéreos, simulando el patrón intersticial de la neumonía viral. Los agentes etiológicos más frecuentes en este tipo de bronconeumonía son E. coli y los estreptococos hemolíticos del grupo c.

## Evolución clínica
Los signos y síntomas clínicos de la bronconeumonía dependen de la virulencia del agente invasor y de la extensión del proceso. El paciente, generalmente anciano, tiene fiebre mayor a 39 °C, tos, expectoración y estertores en uno o más lóbulos.
Con frecuencia existe una historia previa de encajamiento, malnutrición, alguna enfermedad subyacente importante, aspiración del contenido gástrico o infección del aparato respiratorio superior. Puede haber disnea pero en general no es prominente. La Rx de tórax puede mostrar opacidades focales.
Las complicaciones son:
- La formación de abscesos pulmonares.
- La extensión a las cavidades pleurales, produciendo un empiema pleural.
- La extensión a la cavidad pericárdica, dando lugar a una pericarditis supurada.
- El desarrollo de una bacteriemia, con abscesos metastásicos en otros órganos.